# Siziano
Siziano est une commune de la province de Pavie, dans la région Lombardie, en Italie.

## Administration
| Période                                  | Période  | Identité               | Étiquette    | Qualité |
| ---------------------------------------- | -------- | ---------------------- | ------------ | ------- |
| 14 juin 2004                             | En cours | Massimiliano Brambilla | Lista Civica |         |
| Les données manquantes sont à compléter. |          |                        |              |         |

### Hameaux
Bonate, Campomorto, Casatico, Gnignano. 

### Communes limitrophes
Bornasco, Carpiano, Lacchiarella, Landriano, Locate di Triulzi, Pieve Emanuele, Vidigulfo.

### Évolution démographique
Habitants recensés

## Infrastructure

### Émetteur
Sur le territoire de Siziano se trouve un émetteur pour ondes moyennes. C'est l'un des plus puissants d'Italie et il couvre toute l'Europe.